# Niania (rosyjski serial telewizyjny)
Niania (ros. Моя прекрасная няня, Moja priekrasnaja niania, ang. My Fair Nanny, 2004-2009) – rosyjski serial telewizyjny nadawany w rosyjskiej telewizji od 17 września 2004 roku do 6 lutego 2009 roku. W Polsce serial był nadawany od 1 grudnia 2010 roku do 28 stycznia 2011 na kanale Polsat.
Jest to serial bazujący na amerykańskim serialu Pomoc domowa z lat 1993-1999.

## Opis fabuły
Serial opowiada o Wiktorii Prutkowskiej (Anastasija Zaworotniuk) – energetycznej i ekstrawaganckiej Ukraince, która traci pracę w butiku Wika i zostaje porzucona przez narzeczonego Antona. Teraz pracuje jako kosmetyczka. Wiktorija trafia do domu zamożnego i owdowiałego producenta muzycznego – Maksima Szatalina (Siergiej Żygunow), który poszukuje opiekunki do trójki dzieci – Maszy, Dienisa i Ksiuszy, którymi zajmował się kamerdyner Konstantin Siemionow (Boris Smolkin).

## Obsada
- Anastasija Zaworotniuk jako Wiktorija Szatalina/Prutkowska
- Siergiej Żygunow jako Maksim Szatalin (pracodawca Wiktorii)
- Lubow Poliszczuk jako Lubow Prutkowska (matka Wiktorii)
- Aleksandr Filippienko jako Władimir Władimirowicz Prutkowski (ojciec Wiktorii)
- Irina Andriejewa jako Ksiusza/Ksienija Szatalina (młodsza córka Szatalina)
- Jekatierina Dubakina jako Masza Szatalina (starsza córka Szatalina)
- Pawieł Sierdiuk jako Dienis Szatalin (syn Szatalina)
- Boris Smolkin jako Konstantin Siemionow (kamerdyner Szatalina)
- Olga Prokofjewa jako Żanna Arkadjewna Iżewska (dyrektor finanasowa, współpracowniczka Szatalina)
- Aleksandra Nazarowa jako Nadieżda Michajłowna (babcia Wiktorii)
- Gulnara Niżynska jako Wiera (przyjaciółka Wiktorii)
- Olesia Żelezniak jako Gala Kopylowa (przyjaciółka Wiktorii)
- Nina Rusłanowa jako ciocia Faja (kuzynka matki Wiktorii)
- Olga Błok-Mirimska jako Szura (kuzynka Wiktorii)
- Tatjana Żukowa-Kirtbaja jako babcia Sima